# La leyenda de Spyro: la noche eterna
La leyenda de Spyro: La noche eterna (The Legend of Spyro: The Eternal Night) es un videojuego de acción desarrollado por Krome Studios (para la PlayStation 2 y Wii), Amaze Entertainment (una versión para Game Boy Advance y Nintendo DS) y The Mighty Troglodytes (una versión para teléfono móvil) y publicado por Sierra Entertainment una versión para PlayStation 2, Wii, Game Boy Advance y Nintendo DS por Vivendi Universal Games una versión para teléfonos móviles.
Este es el segundo videojuego de La leyenda de Spyro serie y este juego se lleva a cabo poco después del primer juego: La leyenda de Spyro: un nuevo comienzo. Elijah Wood regresa como Spyro, así como Gary Oldman que regresan como Ignitus. Billy West sustituyendo a David Spade como Sparx, y Mae Whitman reemplaza Cree Summer como el papel de Cynder. Kevin Michael Richardson, también vuelve a interpretar a Terrador y a Gaul. Martin Jarvis hace un papel de la voz como: "El Cronista".

## Voz Talento
| Personaje   | Original inglés            | Doblaje español |
| ----------- | -------------------------- | --------------- |
| Spyro       | Elijah Wood                | Óscar Muñoz     |
| Sparx       | Billy West                 | David Robles    |
| Ignitus     | Gary Oldman                | Pere Molina     |
| Cynder      | Mae Whitman                | Salomé Larrucea |
| Volteer     | Corey Burton               | Juan Rueda      |
| Cyril       | Jeff Bennett               | Paco Guerro     |
| Terrador    | Kevin Michael Richardson   | Pedro Tena      |
| El Cronista | Martin Jarvis              | Jesús Ferrer    |
| Mole-Yair   | Jeff Bennett               |                 |
| Scratch     | Jeff Bennett               |                 |
| Sniff       | Kevin Michael Richardson   |                 |
| Galo        | Kevin Michael Richardson   |                 |
| Altre voci  | Corey Burton, Jeff Bennett |                 |

## Personajes

### Spyro
Spyro el dragón Púrpura
Spyro(con pronunciación en inglés Spai-ro)es un extraño dragón púrpura, raza de los cuales se supone que nacen cada diez generaciones y nunca mueren a menos que se les mate, llegando a poder vivir cientos o hasta miles de años en plena salud. Pero lo que realmente hace especial a Spyro como dragón púrpura, es que puede controlar los 4 elementos_fuego_tierra_electricidad y hielo_, cuando un dragón común solo puede controlar su elemento natal, y ningún otro, Spyro puede dominar todos, y cambiar a voluntad.
La personalidad de Spyro es la de un dragón adolescente, compasivo y calmado, con un poderoso sentido de la justicia, teniendo un gran poder y siempre deseando usarlo para ayudar a los débiles y abatidos. Spyro es un poco ingenuo, pero no es tonto. De hecho ha demostrado ser bastante inteligente, lo bastante como para seguir el paso de la centellante habla intelectual de Volteer el maestro de electricidad.
Spyro además, demuestra preocuparse mucho por el bienestar de Cynder, demostrando simpatía o incluso amor hacia ella, sin dejar nada profundo en claro hasta e final del videojuego.

### Sparx
Sparx es el hermano adoptivo de Spyro, los Padres de Sparx encontraron a Spyro en el río de plata, y decidieron criarlo como a uno de los suyos, ellos le dieron su nombre. Para Spyro, Sparx su compinche y amigo inquebrantable, usa el sarcasmo y el ingenio para ocultar sus temores, es un principalmente un explorador, y su luz representa el aliento y motivación dadas por un buen amigo. Sparx es ingenioso, ocurrente, un humorista nato, se pasa toda la historia monologando y dando comentarios elocuentes, Sparx es un héroe reacio, un contrapunto cómico que da algo de color al entorno de seriedad de La leyenda de Spyro.
Sparx demuestra ahora estar volviéndose un tanto más maduro, pero sigue siendo gracioso, ahora para colmo, demostrando un gran desagrado y desdén hacia Cynder, anteriormente una antagonista.

### Ignitus
```
Ignitus también es el líder de los maestros elementales y gran mentor de Spyro, un poderoso maestro de amplio conocimiento. Se mantiene alerta sobre Cynder, y defiende con ardor el templo de los ataques oscuros.
```

### Galo
Galo es el Rey babuino, el espera el regreso del maestro oscuro.